# مسجد تل عاشقان
مسجد تل عاشقان مربوط به دوره قاجار است و در اصفهان، خیابان عبد الرزاق، محله تل عاشقان واقع شده و این اثر در تاریخ ۱۱ مرداد ۱۳۷۶ با شمارهٔ ثبت ۱۹۰۹ به‌عنوان یکی از آثار ملی ایران به ثبت رسیده‌است.